# Rivière-Pilote
Rivière-Pilote ist eine französische Gemeinde im Übersee-Département Martinique. Sie ist ein Mitglied des Gemeindeverbandes Communauté d’agglomération de l’Espace Sud de la Martinique. Sie umfasste bis zu dessen Auflösung 2015 den gleichnamigen Kanton.

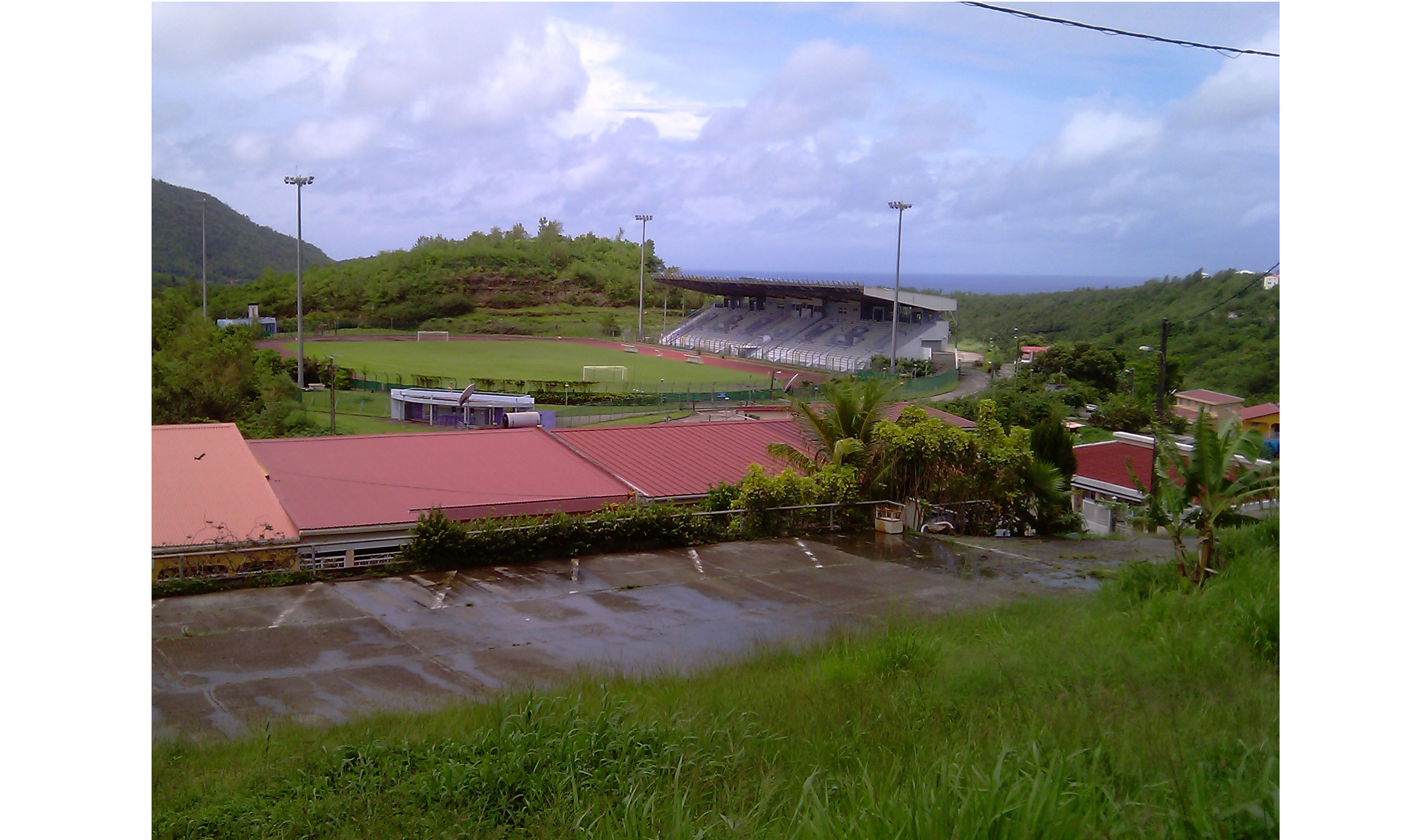
Das örtliche Stadion Alfred-Marie Jeanne

## Bevölkerungsentwicklung
| 1962   | 1968   | 1975   | 1982   | 1990   | 1999   | 2006   | 2011   |
| ------ | ------ | ------ | ------ | ------ | ------ | ------ | ------ |
| 11.334 | 12.027 | 11.064 | 11.249 | 12.617 | 13.057 | 13.629 | 12.871 |